# Rugaspidiotinus nebulosus
Rugaspidiotinus nebulosus är en insektsart som först beskrevs av Ferris 1938.  Rugaspidiotinus nebulosus ingår i släktet Rugaspidiotinus och familjen pansarsköldlöss. Inga underarter finns listade i Catalogue of Life.